# Anna Trapnell
Pour les articles homonymes, voir Trapnell.
 (mars 2018).
Anna Trapnell (ou Trapnel) est une prophétesse anglaise du XVIIe siècle, associée à la Cinquième Monarchie, qu'elle rejoignit en 1652. 
En janvier 1654, Trapnell tombe dans un état de transe qui dura entre onze et douze jours, pendant lesquels elle chanta, pria et prophétisa devant une grande foule de gens. Cet état de transe et les rumeurs qu'il engendra firent sa renommée à travers toute l'Angleterre. Comme elle était très critique du Protectorat du gouvernement d'Oliver Cromwell, et prêchait l'égalité des sexes, elle fut officiellement considérée comme folle. En avril 1654, elle est arrêtée et emprisonnée à Bridewell, afin d'être jugée. Ayant prévu qu'elle serait sous estimée par la cour qui s'attendait à voir une sorcière peu loquace, elle déjoua les attentes de ses adversaires par la verbosité de son discours, et fut donc relâchée en juillet de la même année. 
Elle continua ses prophéties dès sa libération, et ses activités furent transcrites dans différents ouvrages comme Étranges et Merveilleuses nouvelles de White-Hall, Le Cri d'une pierre, Un héritage pour les Saints et Déclaration et Plaidoyer d'Anna Trapnel, tous publiés en 1654.

## Biographie

### Enfance
Anna Trapnell est née aux alentours de 1630 à Stepney, en Angleterre, dans la Paroisse de Saint-Dunstan. Son père était un charpentier de marine, qui avait amené sa famille avec lui dans une modeste ville de matelots. Bien qu'elle n'ait pas été baptisée, Trapnell montra un zèle religieux dès son plus jeune âge, selon ses propres dires : « Lorsque je n'étais qu'une enfant, le Seigneur subjugua mon esprit, et, par une intrusion si infime, mon cœur fut conquis ». Elle affirme que la première vision qu'elle ait constaté se produisit après la mort de sa mère en 1647.

### Voyage en Cornouailles
Anna Trapnell se rendit jusqu'en Cornouailles, sous l'impulsion d'un de ses rêves. Elle y fut par la suite arrêtée, accusée de troubler la paix, et conduite devant les magistrats de la comté. Elle narre avec détail la procédure dans sa biographie au sein d'un passage intitulé : Un Récit de Son Voyage aux Cornouailles. Les juges l'interrogèrent sur les raisons de son voyage et les intentions derrière ses prédications. Elle leur répondit par des questions, paraboles et citations de la Bible. Les questionnements intenses et l'ambiguïté de ses réponses évoquent tout particulièrement le procès de Jésus avant sa Crucifixion. L'exactitude de ce témoignage est toutefois débattable, la seule version existant de cet événement étant celle d'Anna Trapnell.

## Héritage
Anna Trapnell fut une autrice révolutionnaire, réussissant à se forger sa propre réputation à une époque où les femmes étaient dénigrées et considérées comme incompétentes. Ses motivations sont inconnues, et l'exactitude de ses récits est discutable étant donné qu'ils furent tous de sa propre main. Cependant, l'influence de sa prédication et la taille de son auditoire sont impressionnants[réf. nécessaire].